# 734 a.C.
Séculos: (Século IX a.C. - Século VIII a.C. - Século VII a.C.)
739 a.C. - 738 a.C. - 737 a.C. - 736 a.C. - 735 a.C.- 734 a.C. - 733 a.C. - 732 a.C. - 731 a.C. - 730 a.C. - 729 a.C.

## Eventos
- Fundação de Naxos por gregos de Cálcis da Eubeia, liderados por Túcles. Naxos foi a primeira colônia grega da Sicília.[1][2][Nota 1]
- 736/735: Inurta-ilaya, governador de Nísibis, magistrado epônimo da Assíria.[3]
- 736/735: Campanha dos assírios aos pés do Monte Nal.[3]
- 735/734: Assur-sallimani, governador de Arrapa, magistrado epônimo da Assíria.[3]
- 735/734: Campanha dos assírios contra Urartu.[3]